# Demetrio Fernández González
Demetrio Fernández González (El Puente del Arzobispo, 15 febbraio 1950) è un vescovo cattolico spagnolo, dal 27 marzo 2025 vescovo emerito di Cordova.

## Biografia
Demetrio Fernández González è nato a El Puente del Arzobispo il 15 febbraio 1950 in una famiglia profondamente cattolica. I suoi genitori erano Demetrio (deceduto nel 1991) e Trinidad (deceduta nel 2008). È il minore di quattro fratelli, uno dei quali è deceduto durante l'infanzia. Sua sorella María Teresa è una religiosa delle Missionarie crociate della Chiesa mentre suo fratello Teodoro è sposato e ha due figli e quattro nipoti.

### Formazione e ministero sacerdotale
Si è sentito chiamato al sacerdozio all'età di sette anni e ha prestato servizio come ministrante in parrocchia. Il suo parroco lo ha preparato con cura per entrare in seminario.
Ha studiato al seminario minore di Talavera de la Reina dal 1961 al 1965 e quando questo è stato chiuso in quello di Toledo dal 1966 al 1969. Nel 1969 ha lavorato come insegnante elementare. Ha compiuto gli studi ecclesiastici nel seminario maggiore "San Ildefonso" di Toledo e nel seminario di Palencia dal 1970 al 1974.
Il 5 maggio 1974 è stato ordinato diacono e il 22 dicembre successivo presbitero per l'arcidiocesi di Toledo dal cardinale Marcelo González Martín. In seguito è stato vicario coadiutore della parrocchia del Buon Pastore a Toledo dal 1974 al 1977 e cappellano del Collegio Vedruna nel 1976. Nel 1977 è stato inviato a Roma per studi e ha preso residenza nel Pontificio collegio spagnolo di San Giuseppe. Nel 1980 ha conseguito la laurea in teologia dogmatica presso la Pontificia Università Gregoriana. Tornato in patria è stato professore di cristologia e soteriologia nel seminario maggiore "San Ildefonso" di Toledo dal 1980 al 2002; vicario coadiutore della parrocchia dei Santi Giusto e Pastore della parrocchia di San Ildefonso di Toledo dal 1980 al 1983; assistente ecclesiastico diocesano del movimento per adulti dell'Azione Cattolica dal 1983 al 1996; primo vice rettore del seminario Maggiore "Santa Leocadia" per le vocazioni degli adulti dal 1983 al 1986; rettore dello stesso dal 1986 al 1992; pro-vicario generale dal 1992 al 1996; delegato episcopale per la vita consacrata dal 1996 al 1998; parroco della parrocchia di San Tommaso a Toledo dal 1996 al 2004 e delegato per l'evangelizzazione e la dottrina della fede e direttore dei segretariati diocesani della dottrina della fede e delle relazioni interconfessionali dal 1998 al 2004.
È stato membro del consiglio presbiterale, del collegio dei consultori e del consiglio pastorale diocesano.
Nel 2002 ha conseguito il dottorato in teologia dogmatica presso l'Università Pontificia Salesiana a Roma con una tesi intitolata: "Cristocentrismo de Juan Pablo II".

### Ministero episcopale
Il 9 dicembre 2004 papa Giovanni Paolo II lo ha nominato vescovo di Tarazona. Ha ricevuto l'ordinazione episcopale il 9 gennaio successivo nel monastero reale di Santa Maria de Veruela dall'arcivescovo Manuel Monteiro de Castro, nunzio apostolico in Spagna e Andorra, co-consacranti il cardinale Antonio María Rouco Varela, arcivescovo metropolita di Madrid, e l'arcivescovo metropolita di Saragozza Elías Yanes Álvarez. Durante la stessa celebrazione ha preso possesso della diocesi.
Il 18 febbraio 2010 papa Benedetto XVI lo ha nominato vescovo di Cordova. Ha continuato a reggere la diocesi di Tarazona come amministratore apostolico fino al 19 marzo 2010. Ha preso possesso della diocesi il giorno successivo.
Nel marzo del 2014 ha compiuto la visita ad limina.
Il 1º gennaio 2018 papa Francesco lo ha nominato membro della Congregazione delle cause dei santi.
Il 27 marzo 2025 lo stesso papa ha accolto la sua rinuncia, presentata per raggiunti limiti di età, al governo pastorale della diocesi di Cordova; gli è succeduto Jesús Fernández González, fino ad allora vescovo di Astorga.
In seno alla Conferenza episcopale spagnola è membro della commissione per le missioni e la cooperazione con le Chiese. In precedenza è stato membro delle commissioni per la dottrina della fede dal 2005 al 2011, per la vita consacrata dal 2005 al 2011, per i beni culturali dal 2008 al 2011 e dal 2014 al 2020, per le relazioni interconfessionali dal 2011 al 2014 e per i seminari e le università dal 2011 al 2014. È stato anche presidente del "Consiglio di San Giovanni d'Avila, dottore della Chiesa" e consultore dell'Ordo Virginium di Spagna.

## Controversie
Durante la celebrazione della messa della Santa Famiglia il 26 dicembre 2010 nella cattedrale di Cordova monsignor Fernández González ha pronunciato un'omelia in cui ha condannato apertamente le cause che, a suo avviso, minacciano lo schema tradizionale della famiglia cristiana. Ha trattato principalmente di questioni come l'aborto e il divorzio. Dal suo discorso i mezzi di comunicazione hanno citato una dichiarazione che il vescovo ha attribuito al cardinale Ennio Antonelli, secondo la quale "l'UNESCO ha previsto per i prossimi vent'anni che metà della popolazione sarà omosessuale". Ha anche criticato la presunta attuazione attraverso vari programmi educativi promossi dalla citata agenzia dell'Organizzazione delle Nazioni Unite di un'ideologia di genere che consentirebbe alle persone di scegliere il proprio sesso senza tener conto della realtà biologica.
Il vescovo è stato criticato per altre controversie, come quando nel 2011 ha affermato che la fecondazione in vitro era una "congrega scientifica", o quando nel gennaio del 2017 ha dichiarato che la grande moschea di Cordova, oggi cattedrale diocesana, non era un esempio di arte musulmana, ma bizantina, un'affermazione che è stata negata dagli esperti di arte e storia.
Oltre alla spagnolo, parla francese e italiano e conosce l'inglese, il latino e il greco.

## Opere
- Cristocentrismo de Juan Pablo II. I.T. San Ildefonso, 2003. ISBN 84-932535-6-1, ISBN 978-84-932535-6-1
- Gonzalo Ruiz de Toledo, señor de Orgaz: (1323) I.T. San Ildefonso, 2003 ISBN 84-932535-8-8, ISBN 978-84-932535-8-5
- José Rivera Ramírez, un sacerdote diocesano. I.T. San Ildefonso, 2004. ISBN 84-933362-9-7, ISBN 978-84-933362-9-5

## Genealogia episcopale
La genealogia episcopale è:
- Cardinale Scipione Rebiba
- Cardinale Giulio Antonio Santori
- Cardinale Girolamo Bernerio, O.P.
- Arcivescovo Galeazzo Sanvitale
- Cardinale Ludovico Ludovisi
- Cardinale Luigi Caetani
- Cardinale Ulderico Carpegna
- Cardinale Paluzzo Paluzzi Altieri degli Albertoni
- Papa Benedetto XIII
- Papa Benedetto XIV
- Papa Clemente XIII
- Cardinale Marcantonio Colonna
- Cardinale Giacinto Sigismondo Gerdil, B.
- Cardinale Giulio Maria della Somaglia
- Cardinale Carlo Odescalchi, S.I.
- Cardinale Costantino Patrizi Naro
- Cardinale Lucido Maria Parocchi
- Papa Pio X
- Papa Benedetto XV
- Papa Pio XII
- Cardinale Eugène Tisserant
- Papa Paolo VI
- Cardinale Agostino Casaroli
- Cardinale Manuel Monteiro de Castro
- Vescovo Demetrio Fernández González

## Araldica
| Stemma | Titolare                                       | Blasonatura |
|        | Demetrio Fernández González Vescovo di Cordova | D'azzurro alla croce latina d'oro sinistrata da una M del secondo e sormontata da tre stelle (8) dello stesso poste 1,2, piantata su un ponte di tre archi d'argento con due torri finestrate di nero, movente da una riviera ondata d'azzurro e d'argento. Ornamenti esterni da vescovo. Motto: Ecce venio (Ebrei 10,9). |